# Astronesthes chrysophekadion
Astronesthes chrysophekadion är en fiskart som först beskrevs av Bleeker, 1849.  Astronesthes chrysophekadion ingår i släktet Astronesthes och familjen Stomiidae. Inga underarter finns listade.